# Derby (Colorado)
Derby es un lugar designado por el censo (en inglés, census-designated place, CDP) ubicado en el condado de Adams, Colorado, Estados Unidos. Según el censo de 2020, tiene una población de 8407 habitantes.

## Geografía
La localidad está ubicada en las coordenadas 39°50′27″N 104°54′59″O / 39.84083, -104.91639 (39.840791, -104.916254).

## Demografía
Según la Oficina del Censo en 2000 los ingresos medios por hogar en la localidad eran de $38.571 y los ingresos medios por familia eran de $41.156. Los hombres tenían unos ingresos medios de $28.354 frente a los $24.792 para las mujeres. La renta per cápita para la localidad era de $13.844. Alrededor del 10,4% de la población estaban por debajo del umbral de pobreza.
De acuerdo con la estimación 2015-2019 de la Oficina del Censo, los ingresos medios por hogar en la localidad son de $52.554 y los ingresos medios por familia son de $54.728. La renta per cápita para la localidad en los últimos doce meses, en dólares de 2019, es de $18.689. El 19.2% de la población está en situación de pobreza.